# Pre-evoluzionismo
Con l'espressione pre-evoluzionismo si intendono tutte quelle formulazioni teoriche, ontologiche o biologiche, che in qualche misura pongono, prima della teoria darwiniana, il concetto di evoluzione del mondo vivente.

## Autori
A parte i biologi del Settecento e Ottocento che in modo esplicito fanno cenno alla possibilità che le specie viventi non siano fisse, ma si evolvano, alcuni studiosi tendono a trovare traccia di pre-evoluzionismo persino nella filosofia antica. Un esempio di tali precorrimenti dell'evoluzionismo potrebbero essere rinvenuti già in Lucrezio il quale aveva scritto:
(De Rerum Natura, libro V, versi 828- 836 passim))
Volendo si può cogliere addirittura un accenno alle mutazioni genetiche abortive, alla selezione, all'adattamento e alle estinzioni (V, vv.837-859):
(De Rerum Natura, libro V, versi 837-859))
Quando nel XVIII secolo incominciarono a prendere corpo le prime reinterpretazione dell'atomismo di Lucrezio, che passando attraverso Epicuro si ricollegava alla grande lezione di Leucippo, in qualche modo coloro che avanzarono tesi evoluzioniste avevano presente il poema lucreziano.
Sin da prima che Charles Darwin, il "padre" del moderno concetto di evoluzione biologica, pubblicasse la prima edizione de L'origine delle specie, le posizioni degli studiosi erano divise in due grandi correnti di pensiero che vedevano, da un lato, una natura dinamica ed in continuo cambiamento, dall'altro una natura sostanzialmente immutabile.
Della prima corrente facevano parte scienziati e filosofi vicini all'Illuminismo francese, come Maupertuis, Buffon, La Mettrie, che rielaboravano il meccanismo di eliminazione dei viventi malformati proposto da Lucrezio nel De rerum natura ed ipotizzavano una derivazione delle specie le une dalle altre. Particolarmente interessante sono le tesi di Buffon, che in qualche modo immaginava un processo sia evolutivo che involutivo, scrivendo:
()
Relativamente ai supposti processi involutivi egli osservava: 
()
Tuttavia, l'interpretazione di tali teorie come veri e proprî preannunci di evoluzionismo è discussa.
Nella realtà, a parte Jean-Baptiste de Lamarck, che può essere considerato il vero precursore di Darwin sia pure su premesse erronee, il Settecento aveva già visto alcuni naturalisti, e tra essi principalmente i già citati Pierre Louis Moreau de Maupertuis, Étienne Geoffroy Saint-Hilaire e Georges-Louis Leclerc de Buffon avanzare teorie che mettevano in discussione la fissità delle specie vivente a favore di un fattore di trasformazione fondamentale, senza tuttavia precisarne la causalità.
Peraltro, anche Erasmus Darwin, nonno di Charles e naturalista egli stesso, aveva intravisto alcuni elementi evoluzionistici che il nipote, essendone verosimilmente a conoscenza, avrebbe poi sviluppato.